# Бартоу (округ, Джорджія)
Шаблон:StateAbbr_ 34°14′ пн. ш. 84°50′ зх. д. / 34.24° пн. ш. 84.84° зх. д.
Округ   Бартоу (англ. Bartow County) — округ (графство) у штаті  Джорджія, США. Ідентифікатор округу 13015.

## Історія
Округ утворений 1832 року.

## Демографія
За даними перепису 
2000 року 
загальне населення округу становило 76019 осіб, зокрема міського населення було 44432, а сільського — 31587.
Серед мешканців округу чоловіків було 37560, а жінок — 38459. В окрузі було 27176 домогосподарств, 21028 родин, які мешкали в 28751 будинках.
Середній розмір родини становив 3,14.
Віковий розподіл населення поданий у таблиці:
| Стать    | До 15 років | 15-21 | 22-29 | 30-39 | 40-49 | 50-65 | 65-85 | Понад 85 |
| -------- | ----------- | ----- | ----- | ----- | ----- | ----- | ----- | -------- |
| Чоловіки | 9205        | 3489  | 4257  | 6596  | 5698  | 5431  | 2706  | 178      |
| Жінки    | 8854        | 3250  | 4316  | 6465  | 5666  | 5624  | 3724  | 560      |

## Суміжні округи
- Гордон – північ
- Пікенс – північний схід
- Черокі – схід
- Кобб – південний схід
- Полдінг – південь
- Полк – південний захід
- Флойд – захід

## Виноски
1. ↑  U.S. Decennial Census. United States Census Bureau. Архів оригіналу за 26 квітня 2015. Процитовано 18 червня 2014.
2. ↑  Historical Census Browser. University of Virginia Library. Архів оригіналу за 11 серпня 2012. Процитовано 18 червня 2014.
3. ↑  Population of Counties by Decennial Census: 1900 to 1990. United States Census Bureau. Архів оригіналу за 2 лютого 2019. Процитовано 18 червня 2014.
4. ↑  Census 2000 PHC-T-4. Ranking Tables for Counties: 1990 and 2000 (PDF). United States Census Bureau. Архів оригіналу (PDF) за 18 грудня 2014. Процитовано 18 червня 2014.
5. ↑  State & County QuickFacts. United States Census Bureau. Архів оригіналу за 6 липня 2011. Процитовано 18 червня 2014. [Архівовано 2011-07-03 у Wayback Machine.](англ.) Наведено за англійською вікіпедією.
6. ↑  American FactFinder. Бюро перепису населення США. Архів оригіналу за 26 лютого 2012. Процитовано 31 січня 2008. [Архівовано 2008-05-21 у Wayback Machine.]

| США | Це незавершена стаття з географії США. Ви можете допомогти проєкту, виправивши або дописавши її. |